# Кармалы (Янтиковский район)
Карма́лы (чув. Кармал) — село в Янтиковском районе Чувашской Республики. Входит в состав Тюмеревского сельского поселения.

## Общие сведения о деревне

### Климат
Климат умеренно континентальный с продолжительной холодной зимой и тёплым летом. Средняя температура января −12,9 °C, июля 18,3 °C, абсолютный минимум достигал −44 °C, абсолютный максимум 37 °C. За год в среднем выпадает до 552 мм осадков.

## Название
Согласно наиболее лингвистически обоснованной этимологии, название Кармал происходит от сложения двух татарских слов: кара (чёрное) и мал (богатство, имущество), что означает скот.

## Связь и средства массовой информации
- Связь: ОАО «Волгателеком», Би Лайн, МТС, Мегафон. Развит интернет ADSL технологии.
- Телевидение:Население использует эфирное и спутниковое телевидение, за отсутствием кабельного телевидения. Эфирное телевидение позволяет принимать национальный канал на чувашском и русском языках.
- Радио: Радио Чувашии, Национальное радио Чувашии